# Château des Écossays
Le château des Écossays est un château fort situé à Bresnay, en France.

## Localisation
Le château est situé sur la commune de Bresnay, dans le département de l'Allier, dans la région Auvergne-Rhône-Alpes, à environ 3 km au nord-ouest du bourg.

## Description
Le château est de plan rectangulaire, flanqué d'une tour octogonale en façade et de tours rondes aux angles. Des douves sèches subsistent. La cour intérieure est délimitée par les communs, avec un pigeonnier médiéval. Le logis rectangulaire à la haute toiture de tuiles plates est défendu par deux grosses tours rondes côté nord et une tourelle d'escalier à pans sur la façade sud.
De l'époque médiévale ont été conservés les douves, le pigeonnier et une cheminée gothique. À la suite d'un changement de propriétaire, d'importants aménagements y ont été effectués autour de 2010 : construction d'une tour, création d'un bassin d'eau, déboisage et reboisage.
Le château est une propriété privée, il n'est pas ouvert aux visites.

## Historique
L'ensemble date de la fin du XVe siècle. Le propriétaire portait alors le nom du lieu, il était seigneur d'Escoussay. Dans la seconde moitié du XVIIe siècle, les propriétaires étaient des Meaulne. Louis Meaulne, avocat à Moulins en 1654, était à la fois, sieur des Écossais et de Champagnat, autre fief de la paroisse ; il exerçait également la charge de contrôleur général des gabelles en Bourbonnais et Auvergne (comme attesté en 1667). Après sa mort, c'est Antoine Ferrand, écuyer, commissaire provincial de l'artillerie de France, qui porta ces titres. En 1686, François Burand lui avait succédé. Par son mariage, Marie Françoise Burand apporta la seigneurie à Michel Grangier de Boisdechamp, ancien garde du corps, décédé en 1767 à 76 ans ; Marie Françoise mourut en 1772 à 60 ans.
L'édifice est inscrit au titre des monuments historiques par arrêté du 9 avril 2001.